# Hellsongs
Hellsongs är en svensk musikgrupp som bildades 2004 och har gjort till signum att framföra lugna popversioner av kända hårdrocks- och metallåtar. De skivdebuterade 2006 med EP:n Lounge. Fram till våren 2009 var Harriet Ohlsson sångerska. Senare var bandets medlemmar Siri Bergnèhr, Johan Bringhed och Kalle Karlsson.
I mitten av 2005 medverkade bandet i radioprogrammet Rundgång, vilket uppmärksammade både bandet och genren. När radioprogrammet senare blev ett TV-program medverkade bandet med en livespelning av Iron Maiden-covern Run to the Hills.
I februari 2008 släpptes fullängdaren Hymns in the Key of 666, med låtar som t.ex. "The Trooper" (Iron Maiden), "Symphony of Destruction" (Megadeth) och "We're Not Gonna Take It" (Twisted Sister).
Hösten 2024 släpptes skivan "The Return of the Hellsingers", nu med utökat antal medlemmar i bandet. Här finns låtar som exempelvis "Killing in the name of", "Basket Case" och "TNT". 

## Medlemmar
Nuvarande medlemmar
- Kalle Karlsson – gitarr, banjo, sång (2004– )
- Maria-Terese Olsson - sång, synt, bas (2022- )
- Anna Andersson - sång, bas, piano (2022- )
- Daniel Olsson - trummor, elgitarr, bas, sång (2022- )
- Petra Björnsdotter - sång, piano, bas, gitarr (2024- )

Tidigare medlemmar
- Harriet Ohlsson – sång (2004–2009, 2011)
- Siri Bergnéhr – sång (2009–2010)
- Johan Bringhed – keyboard, sång (2004–2010, 2011)
- My Engström Renman – sång (2012– )

Livemedlemmar
- Christopher Ek – Keyboard, Sång (2009–2010)
- David Bäck – keyboard
- Finn Björnulfsson – trummor

## Diskografi

### Studioalbum
- 2008 – Hymns in the Key of 666
- 2010 – Minor Misdemeanors
- 2013 – These are Evil Times
- 2024 – The Return of the Hellsingers

### EP
- 2006 – Lounge
- 2009 – Pieces of Heaven, a Glimpse of Hell

### Livealbum
- 2012 – Long Live Lounge